# Juraj Palkovič (presbitero)

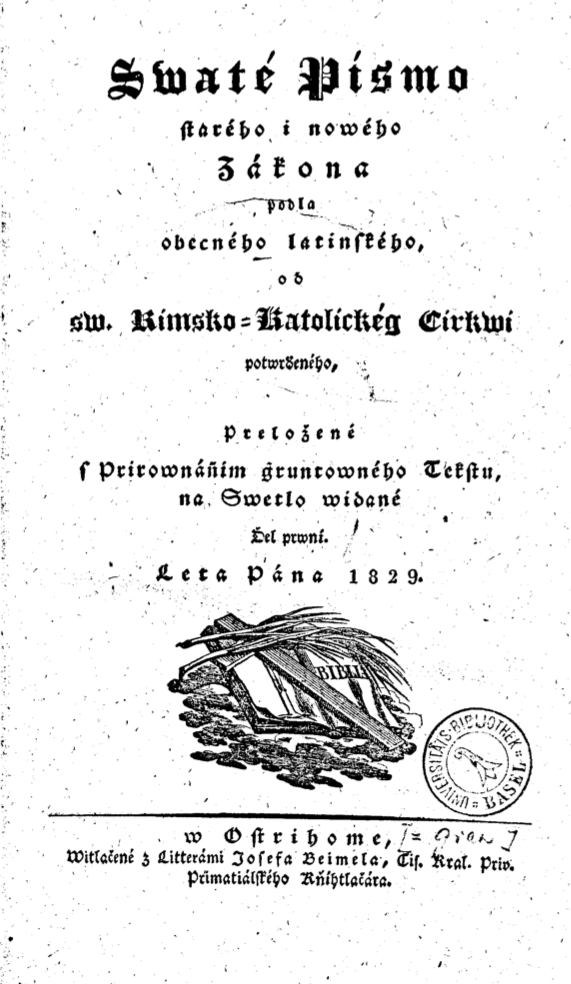
Frontespizio della traduzione della Bibbia di Juraj Palkovič nella lingua slovacca codificata da Anton Bernolák (bernolákovčina).

Juraj Palkovič (Veľké Chlievany, 24 aprile 1763 – Esztergom, 21 gennaio 1835) è stato un presbitero e traduttore slovacco.

## Biografia
Figlio di Ján Palkovič e di sua moglie Katarina, visse dal 1773 a Doľany. In seguito studiò al seminario di Santo Stefano a Trnava e proseguì al seminario Pazmaneum di Vienna. Interrotti gli studi a Vienna, li riprese dal 1784 al 1788 al seminario generale di Presburgo (l'odierna Bratislava). 
Nel 1788 fu ordinato presbitero. Fu viceparroco a Štiavnické Bane e a Pezinok. Dal 1799 fu professore al seminario di Bratislava, in particolare dal 1800 al 1820 fu professore di diritto canonico e di etica e nel contempo bibliotecario alla biblioteca capitolare di Trnava. Nel 1816 fu nominato canonico di Strigonio e nel 1820 quando il capitolo fece ritorno a Strigonio , dovette trasferirsi nella città ungherese.  

## Attività

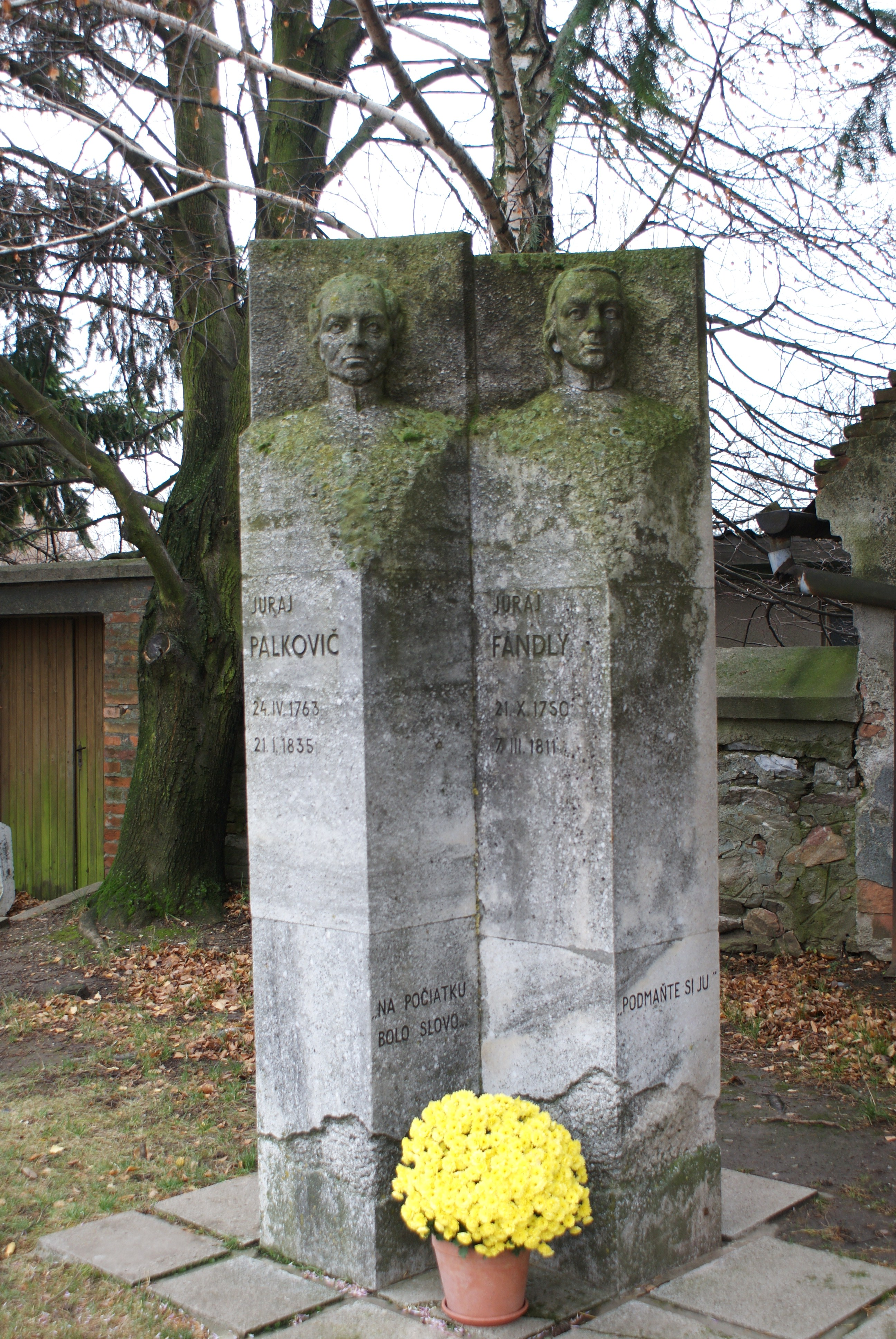
Monumento a Juraj Palkovič e a Juraj Fándly a Doľany, opera di Alina Ferdinandy.

Durante i suoi studi a Presburgo fu un membro delle cerchie di filologi e patrioti, uno dei fondatori della Compagnia istruita slovacca (Slovenské učené tovarišstvo) di Anton Bernolák. Dopo la morte di Anton Bernolák e di Juraj Fándly, divenne il rappresentante più importante del gruppo. L'ampliamento e lo sviluppo della lingua letteraria slovacca di Bernolák (bernolákovčina) agevolarono in particolare le pubblicazioni e le traduzioni. Fu il massimo sostenitore della letteratura pubblicata in questa lingua e sacrificò per questo scopo la maggior parte delle sue entrate. Fu grazie a lui che entro il 1835 furono stampate tutte le opere del più importante poeta della cerchia di Bernolák, Ján Hollý, con cui intrattenne una fitta corrispondenza e di cui fu anche consigliere e direttore spirituale.
Ha tradotto dal tedesco, dal latino e dal greco, in particolare drammi biblici e testi filosofici. A lungo tentò di tradurre la Bibbia in bernolákovčina, e riuscì finalmente a completare la traduzione e a stampare a sue spese due volumi usciti nel 1829 e nel 1832, che inviò gratuitamente alle parrocchie slovacche. In una lettera gratulatoria Ján Hollý gli scrisse: «Non ho mai letto con tanto gusto e tanta gioia la Bibbia, come in questa traduzione in slovacco del Signore Onnipotente.»
Durante l'attività di traduzione della Bibbia, pubblicò anche il dizionario in sei volumi Slowár Slowenskí, Češko-Laťinsko-Ňemecko-Uherskí ("Dizionario slovacco, ceco-latino-tedesco-ungherese") di Anton Bernolák, di cui fu anche redattore, correttore e ampliatore.

## Opera
- Swaté Písmo starého i nowého Zákona: podla obecného latinského od sw. Rímsko-katolíckég Církwi potwrďeného, preložené s Prirownaním ğruntowného Tekstu na Swetlo widané. Ďel prwní, Ďel druhí. W Ostrihome: Josef Beimel, 1829, 1832 ("Sacra Scrittura del Vecchio e del Nuovo Testamento: secondo la Vulgata latina approvata da Santa Romana Chiesa, tradotta...")